# صقارن
قرية صقارن، قرية سعودية، تقع في الجنوب الغربي من ساحل تهامة في محافظة العرضيات، والتابعة إداريا لمنطقة مكة المكرمة، وتعتبر أحد الروافد الرئيسية لوادي قنونا أحد أكبر الأودية الموجودة في ساحل تهامة والمنطقة الجنوبية، ويوجد به سوق حباشة التاريخي. وتعتبر قرية صقارن من أهم الأماكن السياحية في المنطقة نظرا للطبيعة الساحرة التي تتمتع بها خصوصا في موسم الأمطار، تحيط جبال السروات الممتدة في أجزاء واسعة  من جنوب المملكة بالقرية من جميع الجهات مما يضيف لها رونقا جماليا عند هطول الأمطار والتي  تغذي المناطق الزراعية الممتدة في أطراف القرية.

## الأماكن التاريخية
يوجد العديد من النقوش الحجرية التاريخية في قرية صقارن حيث توجد طبعة القدم الشهيرة والمسماة بقدم الاسطور أبو زيد الهلالي وكذلك نقش حجري قديم جدا على إحدى الصخور وأيضا القصور التاريخية القديمة وأقدمها قصر ال بن موسى, تتمتع القرية أيضا بوجود الشلالات والأحواض المائية الطبيعية والتي تكونت عبر الاف السنين بفعل الأمطار ولم تتغير ودائما ما تكتظ بالزوار في مواسم الأمطار.

## سكان القرية
ينحدر معظم سكان القرية من قبيلة بني بحير، معظم سكان القرية يمارسون مهنتي الزراعة والرعي حيث يتم إنتاج كميات كبيرة من المحاصيل سنويا، أشهرها  الدخن والذرة ولأعلاف والتمور بأنواع مختلفة، كذلك تصدر كميات من الأغنام سنويا إلى الأسواق المحلية، وتشتهر أيضا بتصدير كميات كبيرة من العسل إلى محافظة العرضيات حيث يقام مهرجان العسل السنوي.

## المناخ
حار جاف صيفا ودافئ ممطر في فصل الشتاء الذي يمتد لستة أشهر في السنة.